# Tři orlí pera

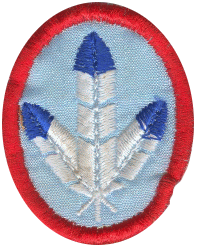
Nášivka Tří orlích per

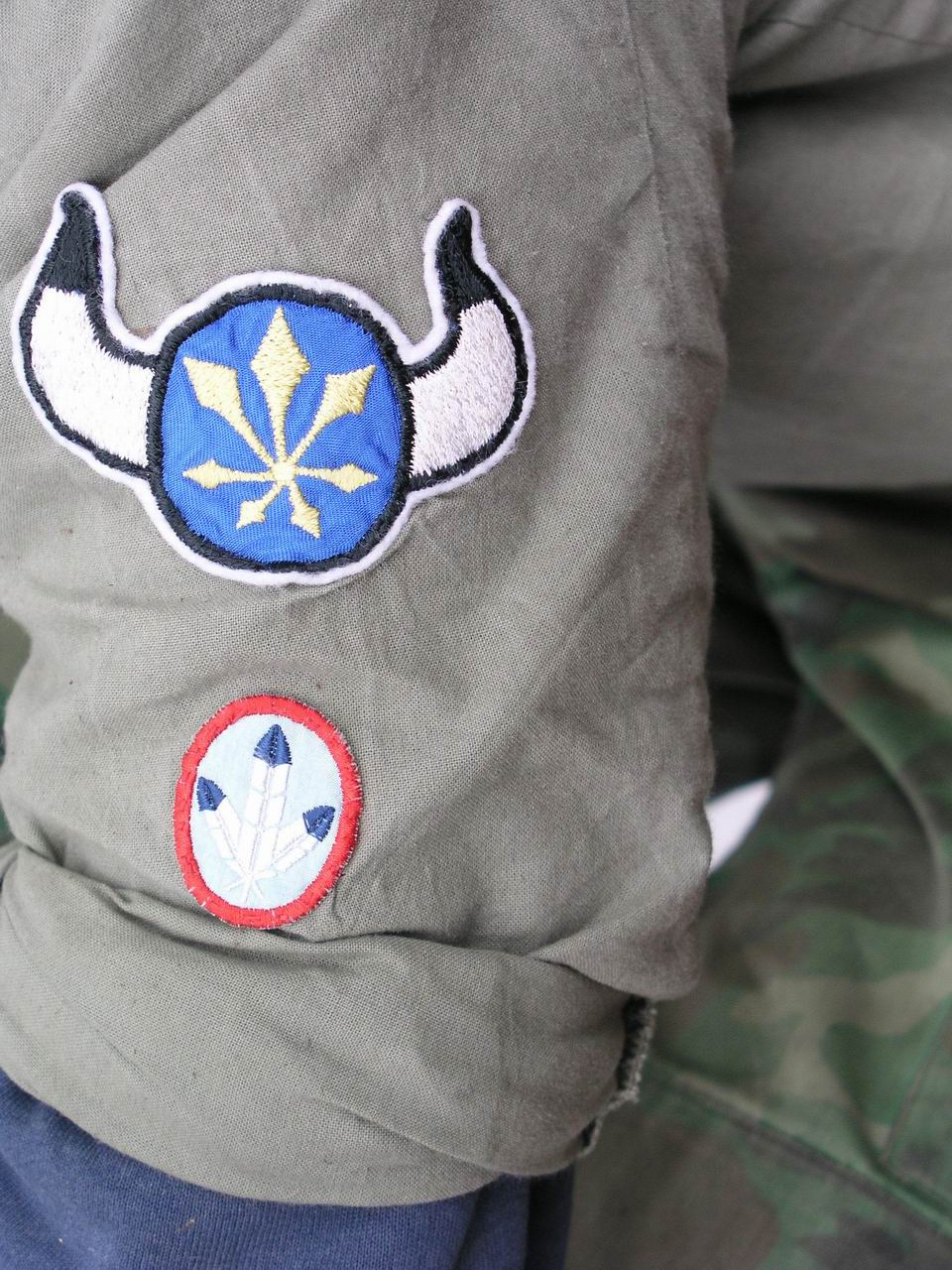
Tři orlí pera našitá na rukávu

Tři orlí pera je souhrnný název pro tři náročné celodenní zkoušky, které plní starší táborníci, zpravidla na letních táborech.
Zkouška sestává z:
- orlího pera mlčení – 24 hodin vydržet nemluvit (ani hlasitě kašlat, kýchat apod.)
- orlího pera hladu – 24 hodin bez jídla, pouze čistá voda (nebo hořký čaj) na pití
- orlího pera samoty (též neviditelnosti) – 24 hodin mimo tábor, s omezenou zásobou potravin, avšak s úkoly (např. pozorování tábora), které mu uloží vedoucí tábora, včetně přespání pod širákem.

U skautů smí tuto zkoušku dělat pouze ti, kteří dovršili věk 14 let a zároveň mají splněnou cestu vzduchu (dříve 1. stupeň).
Plnění Orlích per se liší oddíl od oddílu. V některých oddílech jsou zkoušky mlčení a hladu spojeny a zkouška samoty je rozdělena na den mimo tábor a přenocování pod širákem. Někdy bývá přehozeno pořadí prvních dvou zkoušek, nebo se nepoužívá pořadí, ve kterém je uchazeči musí dělat. 
Někde se zahajuje slavnostně na ranním nástupu celého tábora, a to tak, že zkoušený zabodne svůj nůž s cedulkou (popisem zkoušky a své přezdívky) do stožáru s vlajkou. Tak je osazenstvem celého tábora veřejně kontrolován, zda plní řádně podmínky své zkoušky. 
Občas používanou alternativou je společné plnění zkoušek mlčení a hladu naráz. Nebo se naopak rozdělí samotka na denní část a noční část. V denní platí stále to, že nesmí být viděn, ale k tou musí uchazeč psát zápis z pozorování tábora po dobu 1 hodiny, a nočí části, kdy už uchazeč může být viděn. V některých střediscích bývají přidány zkoušky bdění a hlídky. U bdění je uchazeč vzbuzen okolo 2. hodiny ranní a musí vydržet ve spacáku ležet 1 hodinu, během které nesmí usnout. Hlídka se ho co 15 minut ptá, spíš nebo bdíš. Noční hlídka je cca. 7:30 minut dlouhá hlídka, kdy uchazeč od půlnoci, do budíčku hlídá sám tábor. Nesmí usnout do večerky. Poté se ještě přidávají zkoušky deníku, kdy si uchazeč musí psát vzorový deník, který musí být hezčí než deník jiných uchazečů, nebo táborivá kronika. Ještě se přidává zkouška: "Tři rány holí", kdy si uchazeč udělá u Vatry vlastní proutek, který se  nesmí zlomit. Zároveň uchazeč nesmí dát nijak najevo, že ho rány bolí.
Po splnění těchto úkolů skauti dostanou oválnou nášivku na rukáv, která jsou, spolu s nášivkami o splnění odborných zkoušek dokladem o získání znalostí a dovedností v různých oblastech skautské činnosti. 